# Daniel P. Hanley
Daniel P. Hanley (* 1955) ist ein US-amerikanischer Filmeditor.

## Wirken
Zusammen mit seinem Kollegen Mike Hill arbeitet er seit dem 1982 gedrehten Film Nightshift – Das Leichenhaus flippt völlig aus beinahe ausschließlich mit dem Regisseur Ron Howard zusammen.
Hill und Hanley erhielten 1996 gemeinsam den Oscar für ihre Arbeit an Apollo 13. Weitere Oscar-Nominierungen folgten.

## Filmografie (Auswahl)
- 1982: Nightshift – Das Leichenhaus flippt völlig aus (Night Shift)
- 1984: Splash – Eine Jungfrau am Haken (Splash)
- 1985: Cocoon
- 1985: Gung Ho
- 1986: Zwei unter Volldampf (Armed and Dangerous)
- 1988: Willow
- 1989: Friedhof der Kuscheltiere (Pet Sematary)
- 1989: Eine Wahnsinnsfamilie (Parenthood)
- 1990: So ein Satansbraten (Problem Child)
- 1990: Backdraft – Männer, die durchs Feuer gehen (Backdraft)
- 1992: In einem fernen Land (Far and Away)
- 1994: Schlagzeilen (The Paper)
- 1995: Apollo 13
- 1996: Kopfgeld – Einer wird bezahlen (Ransom)
- 1999: EDtv
- 2000: Der Grinch (How the Grinch Stole Christmas)
- 2001: A Beautiful Mind – Genie und Wahnsinn (A Beautiful Mind)
- 2003: The Missing
- 2005: Das Comeback (Cinderella Man)
- 2006: The Da Vinci Code – Sakrileg (The Da Vinci Code)
- 2008: Frost/Nixon
- 2009: Illuminati
- 2010: Jonah Hex
- 2011: Dickste Freunde (The Dilemma)
- 2013: Rush – Alles für den Sieg (Rush)
- 2015: Im Herzen der See (In the Heart of the Sea)
- 2016: Inferno